# Trichomorpha
Trichomorpha är ett släkte av mångfotingar. Trichomorpha ingår i familjen Chelodesmidae.

## Dottertaxa tillTrichomorpha, i alfabetisk ordning[1]
- Trichomorpha agilis
- Trichomorpha angulella
- Trichomorpha annulipes
- Trichomorpha capillata
- Trichomorpha cervantes
- Trichomorpha crinitapes
- Trichomorpha crucicola
- Trichomorpha debiliata
- Trichomorpha denticulata
- Trichomorpha elegans
- Trichomorpha erosa
- Trichomorpha esulcata
- Trichomorpha eusema
- Trichomorpha eutyla
- Trichomorpha evidens
- Trichomorpha folia
- Trichomorpha gracilis
- Trichomorpha hoffmani
- Trichomorpha hyla
- Trichomorpha inflecta
- Trichomorpha lamottei
- Trichomorpha nidicola
- Trichomorpha nitida
- Trichomorpha panamica
- Trichomorpha paurothrix
- Trichomorpha pilosella
- Trichomorpha propinqua
- Trichomorpha reducta
- Trichomorpha rugosella
- Trichomorpha setosior
- Trichomorpha spinosa
- Trichomorpha tacarcuna
- Trichomorpha tuberculosa
- Trichomorpha virgata